# Prix Abd-el-Tif

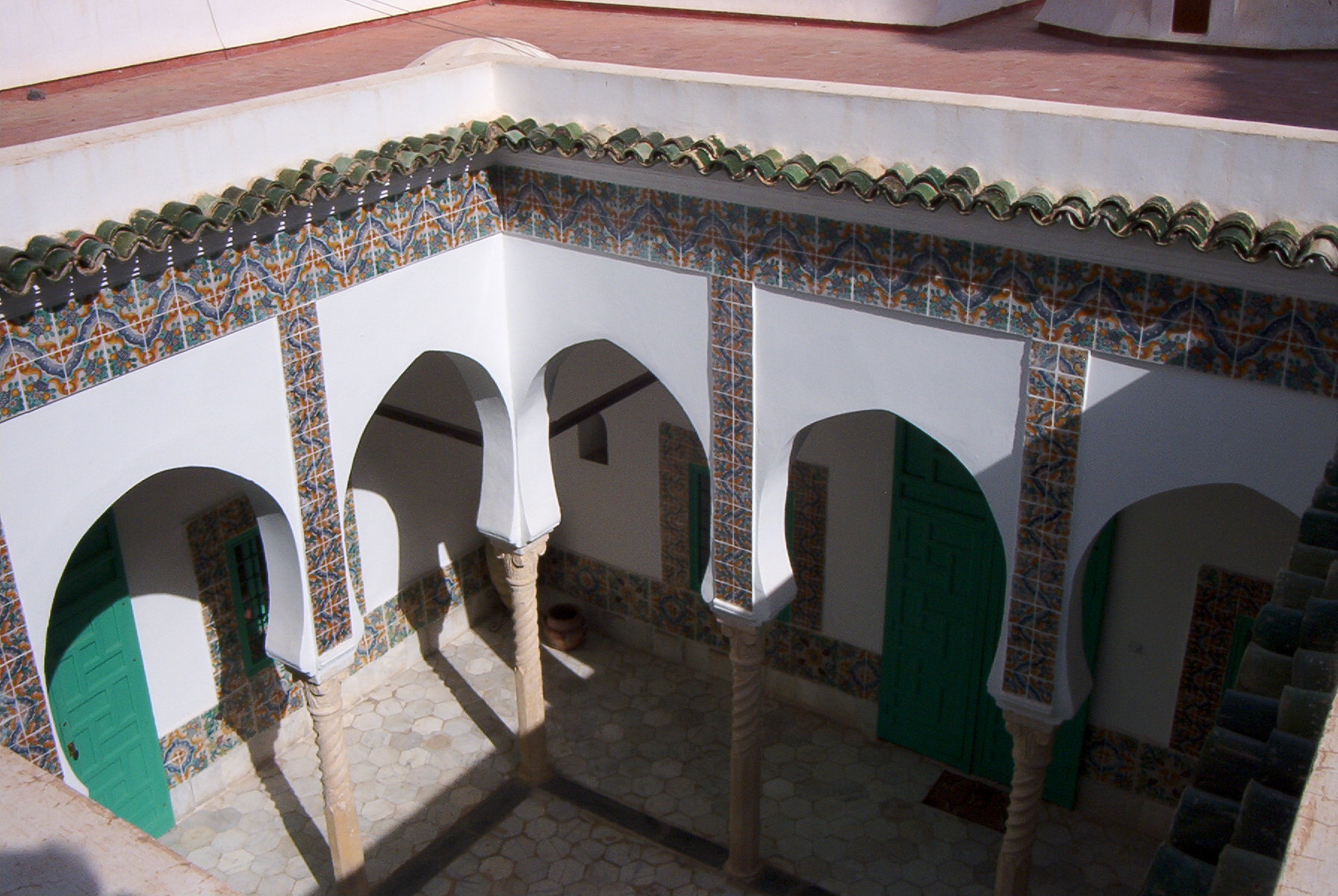
Villa Abd-el-Tif, terrasse et patio après restauration en 2008.

Le prix Abd-el-Tif est un prix de peinture français qui a été décerné sur concours jusqu'en 1961. Il fut créé en 1907 sous l'impulsion de Léonce Bénédite, conservateur du musée du Luxembourg, et Charles Jonnart, gouverneur général de l'Algérie, afin de permettre à de jeunes artistes talentueux de séjourner un an ou deux, parfois plus, aux frais de l'État à la villa Abd-el-Tif à Alger.
Avec la Casa de Velázquez et la villa Médicis, la villa Abd-el-Tif, ancienne villa de souverains algériens, dominant Alger, forme la trilogie des fondations nationales.
La Société des peintres orientalistes français était chargée de l'attribution de ce prix. Cette villa, contrairement à la villa Médicis de Rome, n'avait pas de direction : elle était gérée directement par les artistes résidents. 
Cette institution a énormément contribué à la promotion artistique de l'Algérie française.

## Lauréats
- 1907 : Léon Cauvy (1874-1933), peintre, et Paul Jouve (1880-1973), peintre et sculpteur
- 1908 : Jacques Simon (1875-1965), peintre, et Pierre-Marie Poisson (1876-1953), sculpteur
- 1909 : Léon Carré (1878-1942), peintre, et Jules Migonney (1876-1927)
- 1910 : Charles Dufresne (1876-1938), peintre, et Henri Villain (1878-1938), peintre
- 1911 : Adolphe Beaufrère (1876-1960), peintre et graveur
- 1912 : Charles Bigonet (1877-1931), sculpteur et Gustave Hierholtz (1877-1948), sculpteur
- 1913 : Marius de Buzon (1879-1958), peintre, André Chapuy (1882-1941), peintre et graveur
- 1914 : Charles-René Darrieux, peintre, Albert Pommier (1880-1944), sculpteur
- 1920 : Paul Élie Dubois (1886-1949), peintre, et Jean Launois (1898-1942), peintre
- 1921 : Maurice Bouviolle (1893-1971), peintre et 1921 : Jean Bouchaud (1891-1977), peintre
- 1922 : Pierre Deval (1897-1993), peintre, et Ludovic Pineau (1886-1935), sculpteur
- 1923 : Jacques Denier (1894-1983), peintre, et Jean Désiré Bascoulès (1886-1976), peintre
- 1924 : Étienne Bouchaud (1898-1989), peintre, et André Louis Pierre Rigal (1888- ? ), peintre et sculpteur
- 1925 : Louis Berthomme Saint-André (1905-1977), peintre, et Eugène Corneau (1894-1975), peintre et graveur
- 1926 : Louis Riou (1893-1958), peintre. Albert Brabo (1894-1964),peintre.
- 1927 : Louis Dideron (1901-1980), sculpteur, et  André Thomas Rouault (1899-1949), peintre et décorateur
- 1928 : René Levrel (1900-1981), peintre, et Luc Rousseau (1899-1958), peintre
- 1929 : Pierre-Eugène Clairin (1897-1980), peintre, et Georges Halbout du Tanney (1895-1986), sculpteur
- 1930 : Henri Clamens (1905-1937) peintre, et André Hébuterne (1894-1979), peintre
- 1931 : Pierre Farrey (né en 1896), peintre, et Jacques Wolf (1896-1956) peintre
- 1932 : Marcel Damboise (1932-1992), sculpteur et Richard Maguet (1896-1940) peintre
- 1933 : André Hambourg (1909-1999)], peintre, et Émile Bouneau (1902-1970), peintre
- 1934 : François Caujan (1902-1945), sculpteur, Roger Nivelt (1899-1962), peintre
- 1935 : Émile Sabouraud (1900-1996), peintre, et Jean Hustel (1906-1991), peintre
- 1936 : René Gilles (né en 1910), peintre, et Jean Meunier (né en 1903), architecte
- 1937 : Camille Leroy (1905-1995), peintre, et Antoine Ferrari (1910-1995),
- 1938 : Jean Beaunier (1908-1947), peintre, et Edgard Pillet (1912-1997), peintre et sculpteur
- 1939 : Pierre Lepage (1906-1983), peintre, et Jean-André Cante (1912-1977), peintre
- 1942 : André Bourdil (1911-1982), peintre, et  Jean-Eugène Bersier ((1895-1980), peintre et graveur
- 1945 : Georges Le Poitevin (1912-1992), peintre, et François Fauck (1911-1979), peintre
- 1946 : Maurice Boitel (1919-2007), peintre, et André Beauce (1911-1974), peintre
- 1947 : Jean Chabot (né en 1914), peintre, et Paul Ragueneau (1913-1986), peintre
- 1948 : Jean Pierre Cornet (né en ?), peintre et graveur, et Pierre Quiniou (né en 1920), peintre et graveur
- 1949 : Jacques Houplain (né en 1920), graveur, et Jean Carton  (1912-1988), sculpteur
- 1950 : Pierre Brandel (1912-2003), peintre, et Gabriel Bougrain né au Caire
- 1951 : Pierre Pruvost (1921-2008), peintre, et Jean Menoucoutin, sculpteur décédé à la Villa Abd-el-Tif en 1953
- 1952 : Pierre Parsus (né en 1921), peintre, et Jean Vimenet (1914-1999)
- 1953 : Robert Martin (1925-2001), peintre
- 1954 : Jack Chambrin (1919-1983), peintre, et François Cacheux (né en 1923), sculpteur
- 1955 : Jean Gachet, peintre (1920-2003)
- 1956 : Jean-Pierre Blanche (né en 1927), peintre, et Gisèle Georges-Mianes, première femme lauréate (née en 1928), peintre, et Jean-Marie Albagnac (né en 1931), graveur et photographe
- 1957 : Hubert le Mab (né en 1924), peintre, et Jean-Jacques Morvan (1928-2005), peintre
- 1958 : Marc Gruais (né en 1932), peintre, et Gérard Roland (né en 1932), peintre
- 1959 : Jean Bellenger (né en 1925), peintre
- 1960 : Pierre Clément (né en 1923), peintre (vit à actuellement près de Cluny), Pierre Telliez (né en 1932), et Gauthier, dit Pierre Gartier (né en 1930), peintre
- 1961 : Victor Candale, sans  séjour en Algérie.
- 1961 : Françoise Naudet, sculptrice, dernier prix Abd-el-Tif, n'a pu se rendre en Algérie.

## LesAbd-el-Tifau musée national des Beaux-Arts d'Alger
Les réserves du musée national des Beaux-Arts d'Alger conservent plus de 700 tableaux peints par les pensionnaires de la villa.
- Léon Cauvy (1874-1933), Peintre, Abd-el-Tif 1907, Abords de la Villa Abd-el-Tif, Le lendemain du ramadan, Terrasses d'Alger, Le Port d'Alger, Mauresque au corsage rose, La Darse de l'Amirauté.
- Léon Carré (1878-1942), Peintre, Abd-el-Tif 1909, Paysage du Sahel, Halte de militaires.
- Pierre Poisson (1876-1953), Sculpteur, Abd-el-Tif 1908, Tête d'adolescent, Femme nue debout, Danseuse Ouled Naïl.
- Jacques Simon (1875-1965), Peintre et graveur, Abd-el-Tif 1908,Le Port d'Alger, Les Touaregs, Paysage du Sahel.
- Jules Migonney (1876-1929), Peintre, Abd-el-Tif 1909, La sieste, Vénus Mauresque, Patio de la villa Abd-el-Tif, Portrait de Mme P.
- Charles Dufresne (1875-1938), Peintre, Abd-el-Tif 1910, Juives d'Alger, L'Oasis, Bou-Saada, Bou-Saada, Boghari.
- Henri Villain (1878-1938), Peintre, Abd-el-Tif 1910, La Ville de Ghardaia.
- Adolphe Beaufrère (1876-1960), Peintre et graveur, Abd-el-Tif 1911, La Fuite en Égypte, A la porte de la Mosquée, Colline de la Villa Abd-el-Tif, Village du Hamma près d'Alger, Paysage algérien en Kabylie.
- Charles Bigonet (1877-1931), Sculpteur, Abd-el-Tif 1912, Buste de jeune israélite, Mauresque accroupie, La Mauresque au bain.
- Marius de Buzon (1879-1958), Peintre, Abd-el-Tif 1913, Nature morte, Village Kabyle, Paysage Kabyle, Bouquet de Fleurs, Femmes à la Terrasse (Ghardaïa).
- André Chapuy (1882-1941), Peintre, Abd-el-Tif 1913, Nu.
- Charles-René Darrieux (1879-1958), Peintre, Abd-el-Tif 1914, Colonnade d'Abd-el-Tif, Ruines Romaines en Algérie.
- Albert Pommier (1880-1944), Sculpteur, Abd-el-Tif 1914, Buste du dessinateur Falké, Buste de l'acteur Victor Boucher, Buste de Melle Corrard, Femme nue debout.
- Paul Élie Dubois (1886-1949), Peintre, Abd-el-Tif 1920, In Salah, Assekrem, Tamanrasset.
- Jean Launois (1898-1942), Peintre, Abd-el-Tif 1920, Famille juive, Ghardaïa, Le Nègre au lion, La famille de gitanes, Femmes de la Casbah, Femmes Arabes, Farniente, Jeunes Arabes.
- Jean Bouchaud (1891-1977), Peintre, Abd-el-Tif 1921, Les Remparts de Fès.
- Maurice Bouviolle (1893-1971), Peintre, Abd-el-Tif 1921, Maquette pour la décoration de l'École Normale, La Danse, Église de Villars, Place du marché à Ghardaïa, Paysages du Chenoua, La Grande Mosquée, Femmes de Ghardaïa, Femmes juives de Ghardaïa, École Coranique de Ghardaïa, Paysage dans l'Oise, Mauresques d'Alger, Mauresque à la tapisserie, Fleurs dans un vase bleu, Intérieur mauresque, Portrait de J. Launois.
- Pierre Deval (1897-1993), Peintre, Abd-el-Tif 1922, Le Jardin d'Essai, Paysage de Provence.
- Jacques Denier (1894-1983), Peintre, Abd-el-Tif 1923, Place de l'Observatoire, Coucher de soleil sur la dune, Ain Sefra.
- Étienne Bouchaud (1898-1989), Peintre, Abd-el-Tif 1924, Souvenir de l'ancien môle d'Alger, La Mandoline, Vue de Fès, Le Patio de la Villa Abd-el-Tif, Les Quais d'Alger, La Vasque de la Villa Abd-el-Tif, Environs de la Villa Abd-el-Tif, Le Ravin de la Femme Sauvage à Alger, Le Port de Marseille.
- Jean Désiré Bascoulès (1886-1976), Peintre, Abd-el-Tif 1925, Le Port d'Alger, La Place du Gouvernement à Alger, Rue d'Alger, Place de Lavigerie à Alger.
- Louis Berthomme Saint-André (1905-1977), Peintre graveur, Abd-el-Tif 1925,Paysage des environs d'Alger, Paysage du Jardin d'Essai.
- Eugène Corneau (1894-1975), Peintre et Graveur, Abd-el-Tif 1925, L'Oasis, Jungle, Bouquet, Paysage du Sahel,  Nu à la toilette, Femme dans un intérieur, Vue d'Alger.
- Albert Brabo (1894-1964), Peintre, Abd-el-Tif 1926, Fillette indigène, La Baie d'Alger vue de la villa Abd-el-Tif.
- Louis Riou (1893-1958), Peintre, Abd-el-Tif 1926, Roses, Le Port d'Alger, Le Jardin d'essai à Alger.
- Louis Dideron (1901-1980), Sculpteur, Abd-el-Tif 1927, Buste de Mademoiselle J, Nu marine.
- André Thomas Rouault  (1899-1949), Peintre et décorateur, Abd-el-Tif 1927, La Villa Abd-el-Tif.
- René Levrel (1900-1981), Peintre, Abd-el-Tif 1928, Paysage du Sahel, Minaret à Laghouat, Soir à Laghouat, El-Biar, Printemps dans le Sahel, La Place de Laghouat.
- Pierre Luc Rousseau (1899-1990), Peintre, Abd-el-Tif 1928, Mauresque au balcon, Le Bain maure à Ghardaia, La sieste.
- Pierre-Eugène Clairin (1897-1980), Peintre, Abd-el-Tif 1929, Intérieur, Cimetère du Marabout.
- Georges Halbout du Tanney (1895-1986), Sculpteur, Abd-el-Tif 1929, Buste de Jeune Mauresque.
- Henri Clamens (1905-1937), Peintre, Abd-el-Tif 1930, Paysage du Sud Algérien, Jardins de Miliana, Environs de Tlemcen, Le Café Maure.
- André Hébuterne (1892-1979), Peintre, Abd-el-Tif 1930, Femme Arabe, Le Ksar de Béni Ounif à Figuig.
- Pierre Farrey (1896- ), Peintre, Abd-el-Tif 1931, Femme Arabe, Environ d'Alger, Tête de Mauresque.
- Jacques Wolf (1900-1956), Peintre, Abd-el-Tif 1931, Nature morte, La Villa Abd-el-Tif, Portrait de Hauria au foulard vert.
- Marcel Damboise (1903-1992), Sculpteur, Abd-el-Tif 1932, Tête de Mauresque, Femme Arabe debout, Nu de Mauresque assise, Buste de Mauresque.
- Richard Maguet (1896-1940), Peintre, Abd-el-Tif 1932, L'Usine à gaz d'Alger, Rue de l'Orangerie à Alger, La fenêtre, Intérieur, L'Oiseau.
- Émile Bouneau (1902-1970), Peintre, Abd-el-Tif 1933, Jeune Mauresque, Alger le matin, La Baie d'Alger, Neige avenue du Bois de Boulogne.
- André Hambourg (1909-1999), Peintre, Abd-el-Tif 1933,La Fassie, Nature Morte, Vue de Touggourt, Femme Arabe.
- François Caujan (1902-1945), Sculpteur, Abd-el-Tif 1934, Buste d'un Arabe de Tozeur, Tête de matelot Breton.
- Roger Nivelt (1899-1962), Peintre, Abd-el-Tif 1934, Femme de Beni-Ounif, Dame Targui, Le Campement de l'Amenokal.
- Jean Hurstel (1906-1991), Peintre, Abd-el-Tif 1935, Intérieur de café maure.
- Émile Sabouraud (1900-1996), Peintre, Abd-el-Tif 1935, Place à Djerba, Jeune nègre, Le Quartier Juif de Ghardaia.
- Antoine Ferrari (1910-1995), Peintre, Abd-el-Tif 1937, Bouquet, Café Maure.
- Jean Beaunier (1908-1947), Peintre, Abd-el-Tif 1938, L'entrée de la Villa Abd-El-Tif, Vue de Tipasa, Vue de la Villa Abd-el-Tif, Oasis à Ghardaïa, La Coupole de la Villa Abd-el-Tif.
- Edgard Pillet (1912-1997), Peintre et sculpteur, Abd-el-Tif 1938, Buste du Général De Gaulle, Jeune Femme les bras relevés sur la tête.
- Jean André Cante (1912-1977), Peintre, Abd-el-Tif 1939, Chemin des Crêtes.
- Jean-Eugène Bersier (1895-1980), Peintre graveur, Abd-el-Tif 1942, Fort et Casbah, Vues de la Villa Abd-el-Tif, Fontaine du Hamma, Place du Gouvernement, Environs d'Alger.
- André Bourdil (1911-1982), Peintre, Abd-el-Tif 1942, Le Port d'Alger vu de la villa Abd-el-Tif, Vue de Nefta, Le chanteur El Hadi dans l'oasis de Nefta.
- François Fauck (1911-1979), Peintre, Abd-el-Tif 1945, Alger, le Ravin de la Femme Sauvage, Trois Femmes de Constantine.
- Georges Le Poitevin (1912-1992), Peintre, Abd-el-Tif 1945, Femme Touarègue.
- André Beauce (1911-1974), Peintre, Abd-el-Tif 1946, L'entrée de la Villa Abd-el-Tif, Vue de Tipasa, Vue de la Villa Abd-el-Tif.
- Paul Ragueneau (1913-1947), Peintre, Abd-el-Tif 1947, La villa Abd-el-Tif, Tipasa, Portrait de Fillette Indigène.
- Maurice Boitel (1919-2007, peintre, Abd-el-Tif 1947, tableau disparu au moment de l'Indépendance.
- Jean-Pierre Cornet(1915), Peintre et Graveur, Abd-el-Tif 1948,Paysage.
- Jacques Houplain (1920), Graveur, Abd-el-Tif 1949, Paysage au cèdre, Le Père Warin, Toits chez le Père Warin.
- Gabriel Bougrain, (-), Peintre, Abd-el-Tif 1950, Femmes de la Casbah.
- Jean Vimenet (1914-1999), Peintre et sculpteur, Abd-el-Tif 1953, La Baie d'Alger, Sainte Salsa Tipasa, l'Atelier au Chevalet, Autoportrait à l'Atelier, Le Jardin d'Essai, Le repas à Abd-el-Tif, La Guerre d'Algérie, Les Jeunes Sétoises.
- Pierre Parsus (1921), Peintre, Abd-el-Tif 1952, Myriam, La Sieste.
- François Cacheux (1923 ), Sculpteur et graveur, Abd-el-Tif 1953, Claudie.
- Jean-Pierre Blanche (1927), Peintre, Abd-el-Tif 1956, Port d'Alger.
- Gisèle Georges-Mianes (1928), Peintre, 1re femme peintre à obtenir le Prix Abd-El- Tif en 1957,  Les Terrasses Abd-el-Tif
- Hubert Le Mab (1924), Peintre, Abd-el-Tif 1957, Le Chenoua.
- Pierre Gartier, né Gauthier, (1930), Peintre, Abd-el-Tif 1960, Atelier de la Villa Abd-el-Tif.